# 杨开会
杨开会（？—？），山东海阳人，清朝政治人物。進士出身。
道光十三年，登進士，后接替汪世清任福建永安县知县一职，1836年，由竺陈简接任。